# Ламур (Північна Дакота)
Ламур (англ. LaMoure) — місто (англ. city) в США, в окрузі Ламур штату Північна Дакота. Населення — 764 особи (2020).

## Географія
Ламур розташований за координатами 46°21′26″ пн. ш. 98°17′46″ зх. д. / 46.35722° пн. ш. 98.29611° зх. д. (46.357169, -98.296106).  За даними Бюро перепису населення США в 2010 році місто мало площу 3,41 км², уся площа — суходіл.

## Демографія
Згідно з переписом 2010 року, у місті мешкало 889 осіб у 394 домогосподарствах у складі 236 родин. Густота населення становила 261 особа/км².  Було 436 помешкань (128/км²).
Расовий склад населення:
| - 98,2 % — білих - 1,2 % — корінних американців |

До двох чи більше рас належало 0,6 %. Частка іспаномовних становила 0,4 % від усіх жителів.
За віковим діапазоном населення розподілялося таким чином: 22,6 % — особи молодші 18 років, 51,2 % — особи у віці 18—64 років, 26,2 % — особи у віці 65 років та старші. Медіана віку мешканця становила 46,7 року. На 100 осіб жіночої статі у місті припадало 97,1 чоловіків;  на 100 жінок у віці від 18 років та старших — 91,1 чоловіків також старших 18 років.
Середній дохід на одне домашнє господарство  становив 65 096 доларів США (медіана — 52 143), а середній дохід на одну сім'ю — 77 443 долари (медіана — 60 125). Медіана доходів становила 52 500 доларів для чоловіків та 30 909 доларів для жінок. За межею бідності перебувало 10,0 % осіб, у тому числі 6,7 % дітей у віці до 18 років та 14,6 % осіб у віці 65 років та старших.
Цивільне працевлаштоване населення становило 463 особи. Основні галузі зайнятості: освіта, охорона здоров'я та соціальна допомога — 28,5 %, роздрібна торгівля — 14,7 %, мистецтво, розваги та відпочинок — 9,7 %, сільське господарство, лісництво, риболовля — 9,5 %.